# Rhinocerus
Rhinocerus is een houtsnede die in 1515 werd gemaakt door de Duitse kunstschilder Albrecht Dürer. Afgebeeld is een pantserneushoorn (Rhinoceros unicornis) uit India. De houtsnede werd veelvuldig gekopieerd, herdrukt en verspreid en had een grote invloed op de kunst. Tot in de tweede helft van de achttiende eeuw werd Dürers voorstelling van een neushoorn als natuurgetrouw beschouwd.
De neushoorn die model stond voor de houtsnede, werd in 1515 naar Lissabon verscheept. Waarschijnlijk was dit het eerste levende exemplaar dat sinds de derde eeuw in Europa te zien was. Nog datzelfde jaar werd het dier naar Rome gestuurd als geschenk voor de paus. Dürer heeft de neushoorn nooit zelf gezien. Hij baseerde zich voor deze houtsnede op beschrijvingen en een schets van een onbekende kunstenaar.

## De neushoorn

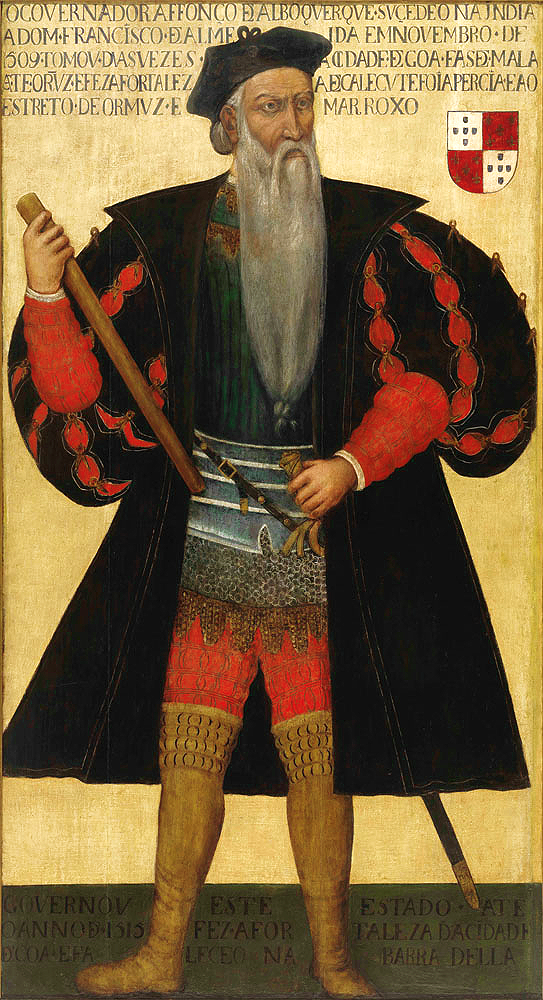
Afonso de Albuquerque, onderkoning van Portugees-Indië, stond aan de basis van Dürers houtsnede. Zonder hem was er in 1515 geen neushoorn naar Lissabon verscheept. Hij viel later dat jaar in ongenade door paleisintriges en overleed op 16 december.

Op 20 mei 1515 arriveerde de neushoorn in de haven van Lissabon.

### Voorgeschiedenis
De zeeroute naar India bestond pas enkele jaren. Wat Columbus niet gelukt was, lukte de Portugezen wel: via de routes van vroegere Portugese zeevaarders volgden zij de Afrikaanse westkust. In 1498 bereikte Vasco da Gama India, na een reis rond Kaap de Goede Hoop en over de Arabische Zee. In de daarop volgende decennia zou Portugal een belangrijke rol spelen in de specerijenhandel.
Onder leiding van Afonso de Albuquerque veroverden de Portugezen in november 1510 Goa, dat tot India behoorde. Daar zetten zij hun belangrijkste handelsnederzetting op. Langs de Indiase kust bezaten zij nog vijftig nederzettingen, die dienden als ondersteuning van deze handelspost.

### Geschenk uit Oost-Azië
Het uitwisselen van officiële geschenken hoorde in India bij de onderhandelingen met lokale heersers. Als onderdeel van zo'n diplomatieke uitwisseling kreeg onderkoning Albuquerque begin 1514 een neushoorn. De schenker was sultan Muzafar II, heerser van Cambay, het huidige Khambhat (Gujarat).
Albuquerque besloot om de neushoorn (in de lokale taal ganda genaamd) aan koning Emanuel I van Portugal te schenken. In januari 1515 ging het dier, begeleid door zijn Indische oppasser Ocem, scheep op de Nossa Senhora da Ajuda. In gezelschap van twee andere Portugese schepen verliet het transport Goa.
De reis, met alleen korte stops in Mozambique, op Sint-Helena en op de Azoren, verliep voorspoedig en duurde slechts 120 dagen. In Lissabon werd de neushoorn ontscheept nabij de net in aanbouw zijnde Toren van Belém. Het exotische dier werd gestald in de menagerie van het Ribeirapaleis. Dus afgezonderd van de olifanten en andere grote dieren, die in het Estaúspaleis waren ondergebracht.
Op 3 juni 1515 liet koning Emanuel de neushoorn en een jonge olifant samenkomen. Hiermee wilde hij het bericht van Gaius Plinius Secundus maior, dat neushoorns en olifanten bittere tegenstanders zijn, op de proef te stellen. Onder de ogen van een grote en luidruchtige mensenmenigte, bewoog de neushoorn zich langzaam en doelbewust richting zijn tegenstander. De jonge olifant daarentegen, verward door het lawaai, vluchtte in paniek van het strijdveld voordat het tot een gevecht kon komen.

### De neushoorn van de paus

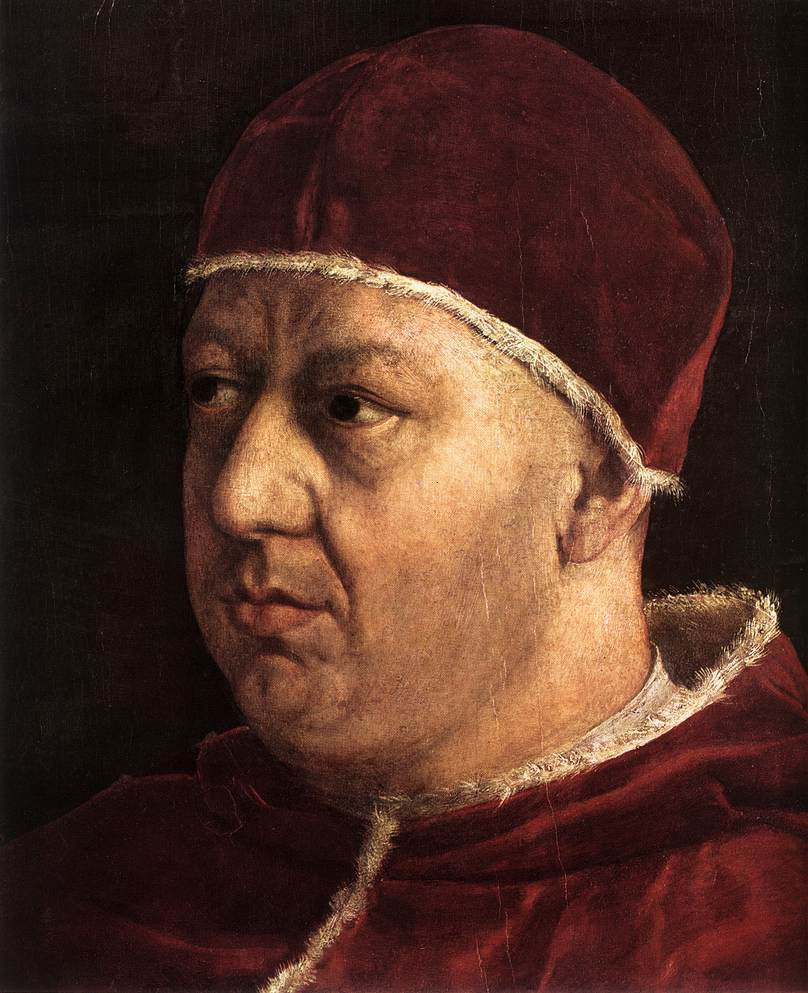
Paus Leo X (1513-1521), Florentijn uit het geslacht Medici, was liefhebber van kunst, cultuur en goed eten en drinken. Hij had een extravagante levensstijl en veronachtzaamde zijn ambt. De chaos die hij bij zijn dood achterliet, wordt beschreven in het artikel over zijn opvolger, de Nederlandse paus Adrianus VI.

In december 1515 kreeg de neushoorn een nieuwe halsband, gemaakt van groen fluweel met rozen en vergulde ogen en daarbij een ketting van verguld ijzer. Vervolgens werd het dier verscheept naar Rome als geschenk aan paus Leo X, tezamen met waardevolle artikelen zoals zilveren borden en kruiderijen.
Koning Emanuel had er belang bij om de paus gunstig te stemmen. Diens voorganger, paus Alexander VI, had in 1494 de grens aangewezen tussen de Spaanse en Portugese koloniën in de Nieuwe Wereld. In het Verdrag van Tordesillas werd deze grens bepaald op circa 370 mijl westelijk van de Azoren.
Onduidelijk bleef, waar in Oost-Azië de scheidslijn liep. De Aziatische grens was echter doorslaggevend voor de bepaling van het Spaanse en het Portugese aandeel in de lucratieve specerijenhandel. Opnieuw was voor de paus een beslissende rol weggelegd: aanleiding genoeg, om zich van zijn gunst te verzekeren door middel van geschenken. In 1514 had koning Emanuel hem al de Aziatische olifant Hanno ten geschenke gegeven.
De neushoorn zou echter nooit levend in Rome aankomen. In Marseille werd de reis nog even onderbroken. Toevallig bevond koning Frans I van Frankrijk (die later met de weduwe van koning Emanuel zou trouwen) zich in de Provence. Hij wilde het exotische dier graag met eigen ogen aanschouwen. Op 24 januari presenteerde men hem de neushoorn op een eiland in de bocht van Marseille. Daarna werd de pantserneushoorn voor de laatste keer ingescheept.
In een storm aan de Ligurische kust, noordelijk van La Spezia, maakte het schip slagzij. De aan het dek vastgeketende neushoorn verdronk. Zijn kadaver spoelde enige tijd later aan in de buurt van Villefranche-sur-Mer. Zijn huid werd teruggebracht naar Lissabon. Met stro opgevuld en vakkundig opgezet, stuurde men het dier opnieuw naar Rome. Naar alle waarschijnlijkheid kwam het daar in februari 1516 aan.

### Vervolgens
Wat er met de opgezette neushoorn is gebeurd, is onbekend. Als het preparaat al daadwerkelijk in Rome is aangekomen, wekte het bij lange na niet dezelfde belangstelling als de levende neushoorn in Lissabon had gedaan. Mogelijk is het door Lorenzo II de' Medici (heer van Florence en broer van de paus) verscheept naar Florence voor zijn rariteitenkabinet.
Of misschien is het preparaat vernield tijdens de plundering van Rome in 1527. Toch schilderde Giovanni da Udine de neushoorn in de hoek van het Pauselijk paleis in Baldassini. Rafaël maakte later nog een schilderij voor het Apostolisch paleis in het Vaticaan.

## Invloed van de aankomst van de neushoorn

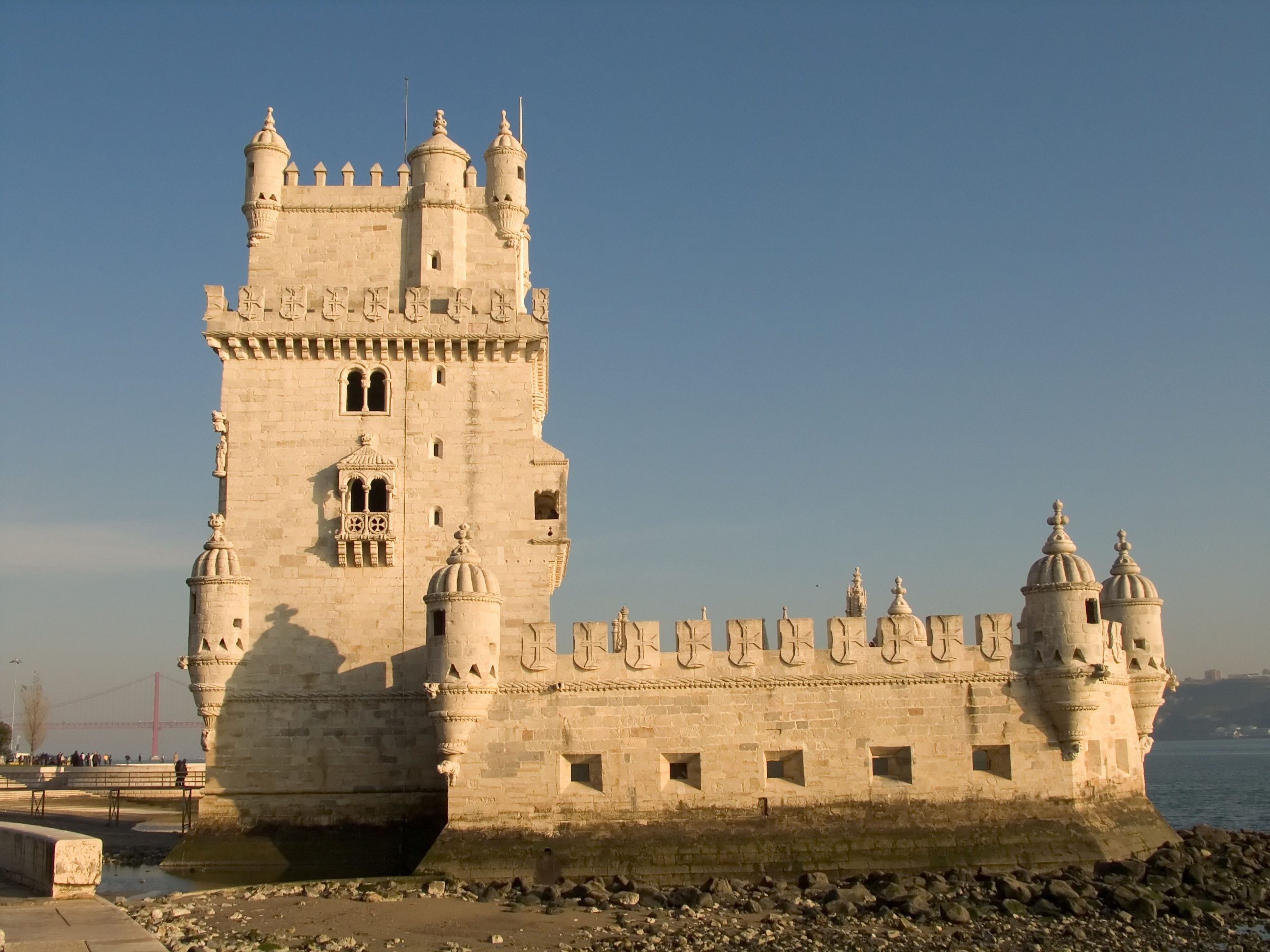
De Toren van Belém, in 1515 net in aanbouw, werd later versierd met een waterspuwer in de vorm van een neushoornkop.

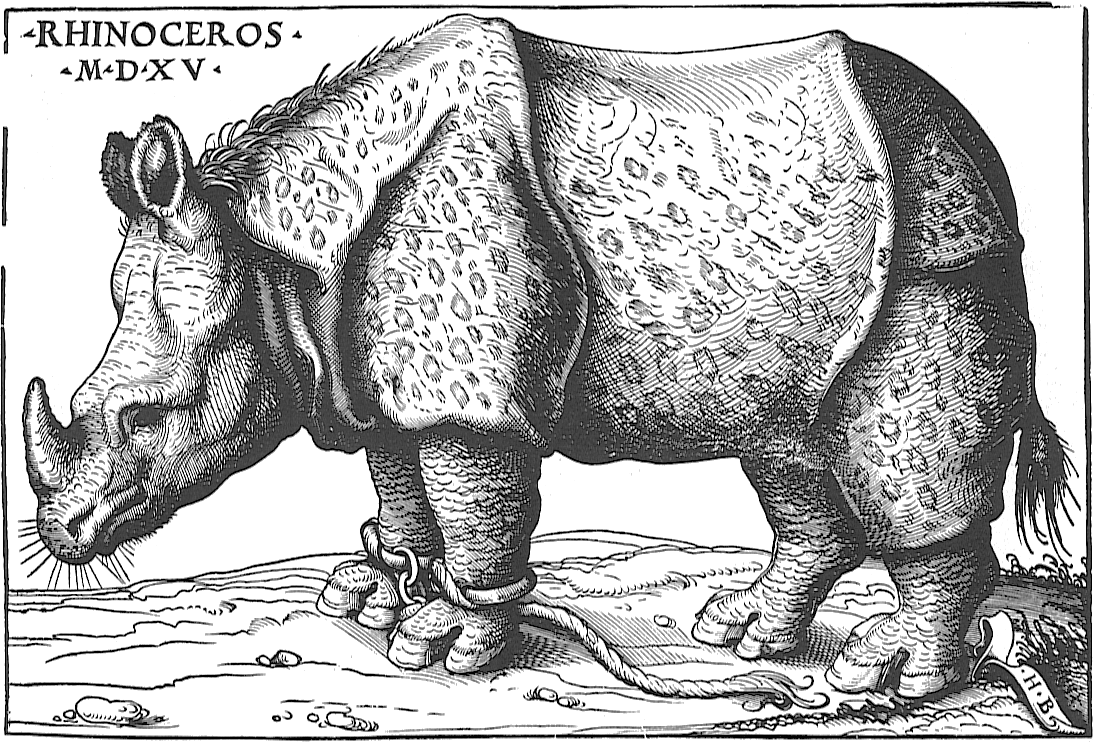
Rhinoceros, houtsnede van Hans Burgkmair uit Augsburg.

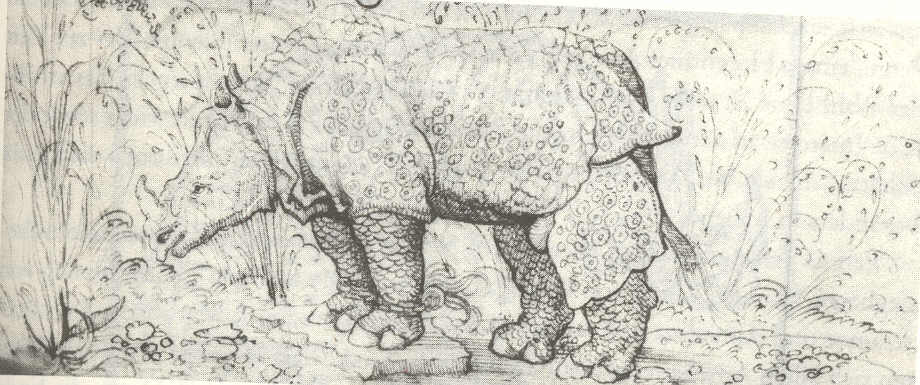
Tekening in gebedsboek van keizer Maximiliaan I, toegeschreven aan de uit Regensburg afkomstige kunstschilder Albrecht Altdorfer

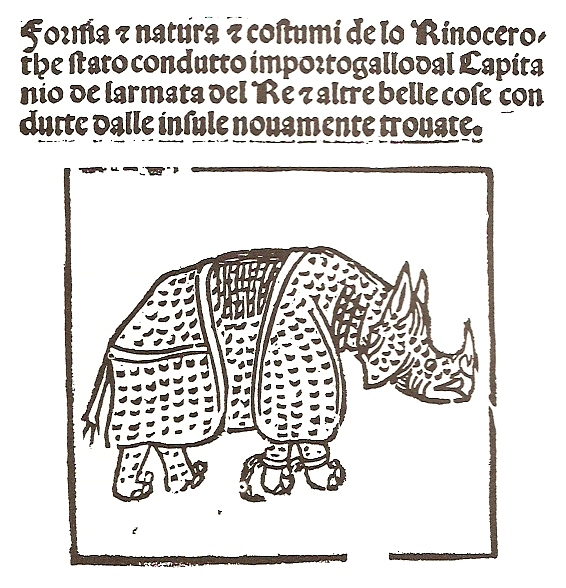
Titelblad van Forma e natura e costumi de lo Rinoceronte, door Giovanni Giacomo Penni, 1515, Rome.

Neushoorns waren in geen eeuwen in Europa gezien en hadden bijna de status van mythische dieren. De aankomst van een levend exemplaar in Lissabon, op 20 mei 1515, bleef dan ook niet onopgemerkt. Sterker, het lijkt wel alsof er sprake was van een hype avant la lettre. Binnen enkele weken verspreidde het nieuws zich via brieven over grote afstanden. Kunstenaars, verspreid over Europa, lieten zich inspireren tot het maken van kunstwerken. Hieronder twee houtsnedes, die in grote oplagen werden gedrukt en verkocht.

### In Lissabon
De koopman Valentim Fernandes zag de neushoorn kort nadat deze in Lissabon was gearriveerd. Hij beschreef het dier in juni 1515, in een brief aan een vriend in Neurenberg. De in het Duits geschreven brief is niet bewaard gebleven, maar een kopie in het Italiaans bevindt zich in de Biblioteca Nazionale Centrale in Florence. Een tweede brief, van een onbekende afzender, werd rond dezelfde tijd vanuit Lissabon naar Neurenberg gezonden. Bij deze brief was een anonieme schets van de neushoorn gevoegd.

### In Neurenberg, Augsburg en Wenen
In Neurenberg kreeg Albrecht Dürer beide brieven en de schets in handen. Op basis hiervan maakte hij twee tekeningen. Aan de hand van de tweede tekening werd een blokdruk gemaakt, vermoedelijk uit perenhout. De zachtheid van dit hout maakt een grote detaillering mogelijk. Tegelijk is het hard genoeg is om voldoende afdrukken te kunnen maken voor de verkoop. In zijn in 1495 ingerichte atelier drukte Dürer zijn afbeeldingen af en legde er een voorraad van aan. Door kooplieden werden deze vervolgens op kerkmissen en markten te koop aangeboden.
In Augsburg, 150 kilometer zuidelijk van Neurenberg, maakte Hans Burgkmair rond dezelfde tijd eveneens een houtsnede. Burgkmair correspondeerde met kooplieden uit Lissabon en Neurenberg. Het is niet duidelijk of hij de beschikking had over de brieven of schetsen waarop Dürer zijn houtsnede baseerde. Evenmin is duidelijk of Burgkmair het dier zelf heeft gezien. Zijn neushoorn ziet er in ieder geval natuurgetrouwer uit, heeft geen tweede hoorn in de nek, en de kettingen aan de poten van het dier zijn duidelijk zichtbaar. Van Burgkmair's gravure bestaat nog slechts één afdruk, die wordt bewaard in het Albertina in Wenen. Een kopie is te vinden in de stoel van het priesterkoor in de St. Martinikerk in Minden.
In Wenen bevindt zich nog afbeelding uit die tijd: een tekening aan de rand van een bladzijde in het gebedsboek van keizer Maximiliaan I. Deze is waarschijnlijk op Burgkmairs voorstelling gebaseerd: het dier draagt dezelfde voetkettingen. Maar evenals Dürers neushoorn heeft het een hoorn in de nek. Het dier is afgebeeld tegen een zeer uitgebreide achtergrond van planten, die doet denken aan Dürers Rasenstück. Het monogram van een later toegevoegde inscriptie wijst Albrecht Altdorfer, afkomstig uit Regensburg, aan als de maker.

### In Florence en Rome
De uit Florence afkomstige arts en dichter Giovanni Giacomo Penni schreef, kort na aankomst van de neushoorn, een verhandeling met als titel Forma e natura e costumi de lo Rinoceronte. In juli 1515 verscheen deze verhandeling in Rome. Slechts één exemplaar is bewaard gebleven. Dit bevindt zich in de Bibliotheca Colombina van Sevilla. Op het titelblad staat een houtsnede van de neushoorn afgebeeld.
Eveneens in Rome, enige tijd na de dood van de neushoorns, werden twee fresco's vervaardigd in het Apostolisch paleis, de residentie van de paus.

### In Lyon
In Lyon duikt de neushoorn een halve eeuw later op in de Franse literatuur. François Rabelais maakt in zijn vijfde boek over de reuzen Gargantua en Pantagruel een opmerking, die mogelijk teruggrijpt naar 1515. Hij noemt een neushoorn, die ene Heinrich Klerberg hem ooit heeft laten zien, en vindt dat het dier nauwelijks verschilt van een mannetjesvarken.
De genoemde Klerberg kan worden geïdentificeerd als de koopman Johannes Kleberger uit Neurenberg. Hij stond bekend als kunstliefhebber: in 1526 liet hij zich door Dürer portretteren. Gedurende een zekere periode waren Kleberger en Rabelais stadsgenoten in Lyon. Rabelais vestigde zich aldaar in 1532. Hij overleed in 1553 in Parijs. Het genoemde boek verscheen postuum in 1564. Of Rabelais inderdaad de auteur ervan is, wordt overigens betwist.

## Dürers houtsnede

### Details van de houtsnede
De Duitse inscriptie van de houtsnede luidde als volgt:

In het jaar 1513 na de geboorte van Christus, heeft men de grootmachtige koning van Portugal, Manuel van Lissabon, zo'n levend dier gebracht. Dat noemen ze een neushoorn, die is hier in vol ornaat afgebeeld. Het heeft de kleur van een gevlekte schildpad en is met dikke vaste schillen bedekt. Het is zo groot als een olifant, maar heeft kortere poten en is weerbaar. Het heeft een sterke gepunte hoorn voor op de neus, die het begint te scherpen als het bij stenen is. Dat dier is de doodsvijand van olifanten. De vrees van de olifant is groot, want als het dier op hem afstormt, dan loopt het met de kop tussen de voorpoten en scheurt de buik van de olifant open en doodt hem, waarbij hij zich niet verweren kan. De neushoorn is zo bewapend, dat de olifant hem niets doen kan. Ze zeggen ook, dat de neushoorn erg snel, wild en speels is.

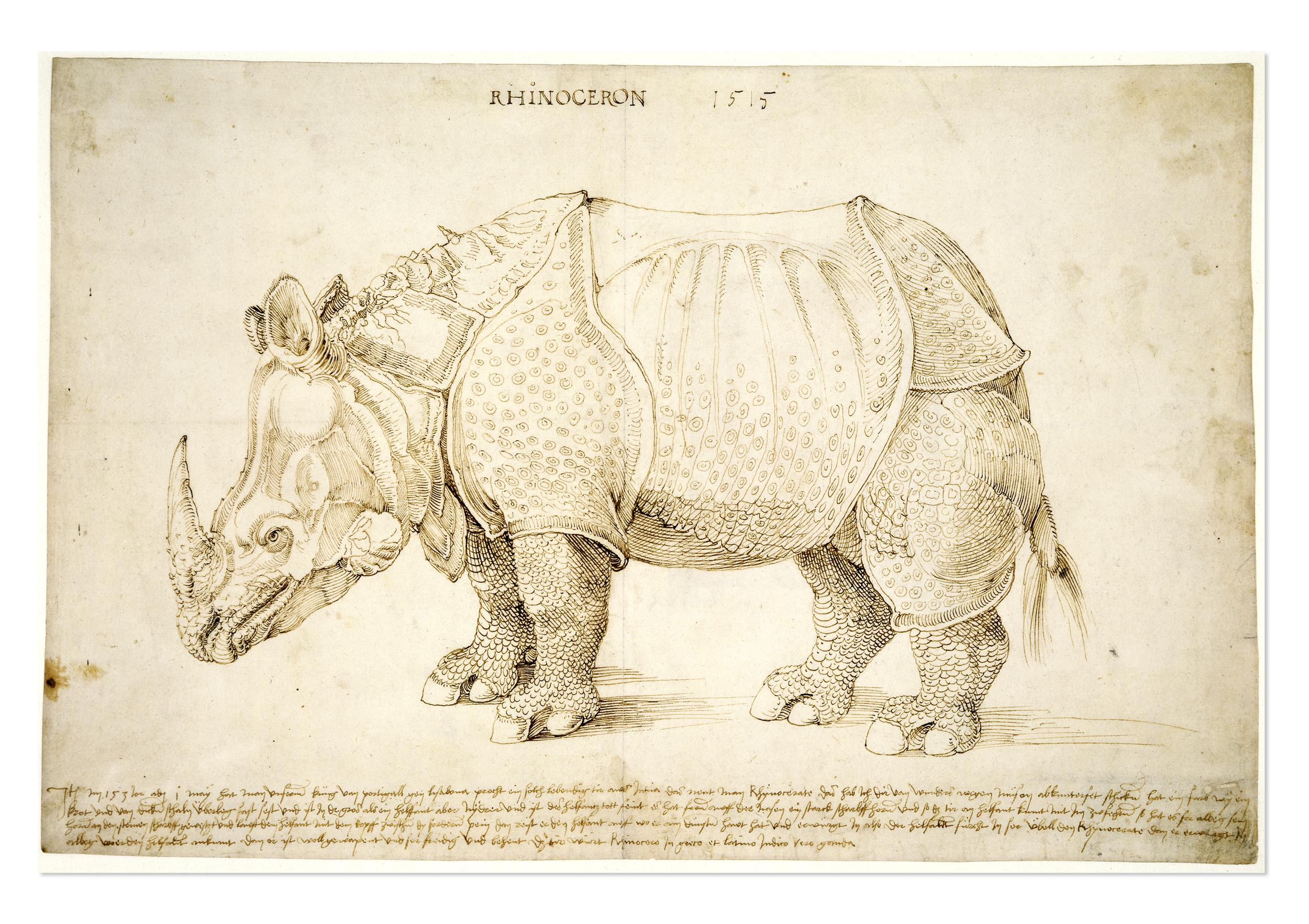
Dürers tweede tekening, basis voor de houtsnede

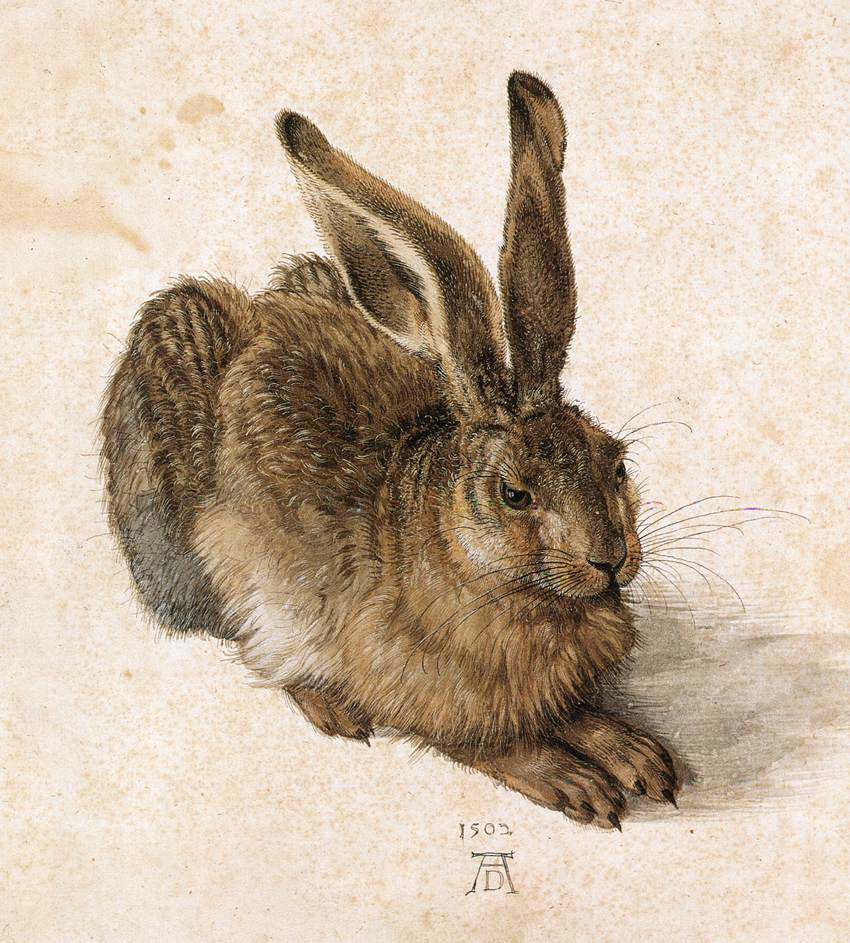
Dürers jonge haas (1502, waterverf) demonstreert Dürers vermogen om natuurgetrouwe afbeeldingen te maken.

Dürers Rhinocerus geeft niet alleen een foutieve aankomstdatum in Lissabon, maar ook een incorrecte anatomische beschrijving van de dikhuid. Uit ander werk, zoals zijn tekening van de jonge haas, blijkt dat Dürer probeerde om waarheidsgetrouwe afbeeldingen te maken. Toch bevat ook zijn vroegere "Hieronymus"-houtsnede van een leeuw fouten in de lichaamsverhoudingen van dit dier, waardoor het volgens David Quammen meer op een kortgeschoren spaniël lijkt.
Dürer heeft de neushoorn afgebeeld als een middeleeuwse ridder, beschermd door een losjes op het lichaam liggend harnas van harde platen. De platen lijken langs de naden met klinknagels bevestigd te zijn, en het dier lijkt een ringkraag om de nek te dragen. Ook heeft het een kleine, gedraaide hoorn op de rug, en geschubde poten en een zaagachtig achterwerk. De huid van de neushoorn wordt weergegeven als zijnde gevlekt, waarbij de huid rond de schouders en aan de achterpoten met wratten bedekt lijkt.
Echte neushoorns hebben geen van deze kenmerken. De Sumatraanse, Witte en Zwarte neushoorn dragen wel twee hoorns, maar beide op de neus. De pantserachtige bedekking ontbreekt bij deze soorten. Het is wel mogelijk dat het harnas gemaakt is voor het gevecht dat de neushoorn in Portugal met de olifant voeren zou.

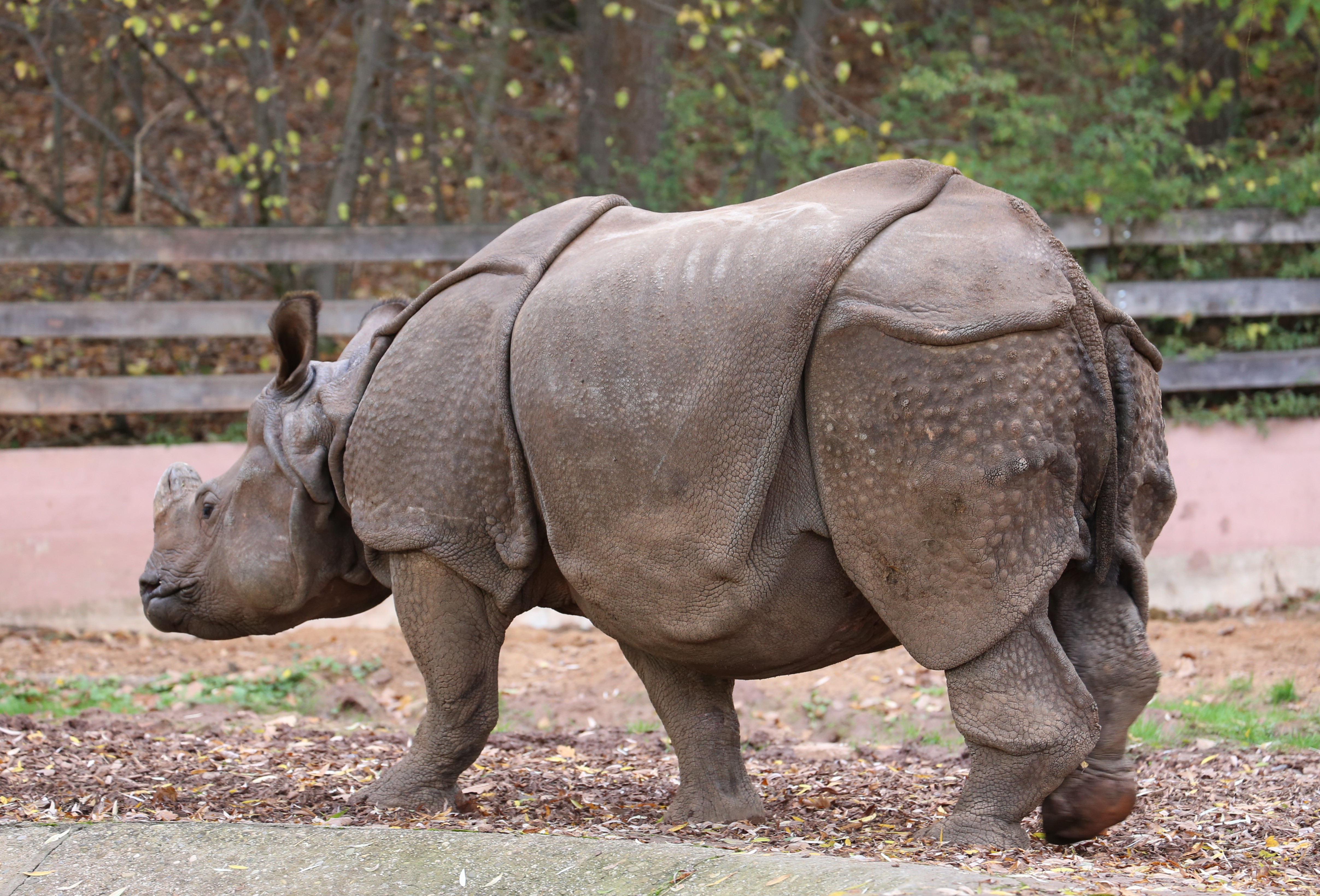
Een pantserneushoorn

Waarschijnlijker is dat er helemaal geen sprake is van een harnas, maar van het pantser van een Indische neushoorn of pantserneushoorn. Dit vertoont uiterlijk veel gelijkenis met de afbeelding van Dürer, zelfs opvallend veel als je bedenkt dat Dürer het dier uitsluitend kende van schetsen van tijdgenoten. Het pantser bestaat weliswaar uit dikke grijze huid die bij aanraking niets weg heeft van een schildpadschild, maar het kan er, zeker na een bad in bruine modder heel vergelijkbaar uitzien.

### Verspreiding
Dürers Rhinocerus werd het meest verspreid; van deze gravure zijn dan ook nog meerdere afdrukken bewaard gebleven. De eerste drukken stammen uit het jaar 1515 en onderscheiden zich van de latere versies door een slechts vijfregelige tekst in het bovenste deel van de gravure. Na Dürers overlijden werden in de jaren 1540 twee nieuwe oplages van dezelfde blokdruk gemaakt, gevolgd door nog twee oplages aan het einde van de zestiende eeuw. Deze latere kopieën hebben boven de afbeelding een zesregelige tekst. Kopieën van Dürers houtsnede werden tot in de achttiende eeuw gemaakt.

## Betekenis van de houtsnede in de kunstgeschiedenis
Dürers anatomisch niet volledig correcte houtsnede, tot op heden erg populair, was tot in de achttiende eeuw toonaangevend voor de Midden-Europese beeldvorming van de pantserneushoorn. Terwijl er in Europa later opnieuw levende neushoorns te zien waren. Acht jaar lang, van 1579 tot 1587, werd in Madrid een pantserneushoorn tentoongesteld. Een tweede verbleef van 1684 tot 1686 in Londen.

### Zestiende en zeventiende eeuw
De uit Haarlem afkomstige graveur Philip Galle, die vooral werkzaam was in Antwerpen, maakte een gravure van de neushoorn in Madrid. Deze afbeelding werd echter bij lange na niet zo wijd verspreid als Dürers houtsnede, die veruit de prominentste bleef.
Een tekening van een neushoorn, onmiskenbaar gebaseerd op Dürers Rhinocerus, werd door Alessandro de' Medici als embleem verkozen, met het motto non bvelvo sin vencer, (Ik zal niet zonder de overwinning terugkeren.)
Dürers voorbeeld is ook terug te vinden in een beeld van een neushoorn dat zich onderaan een 21 meter hoge obelisk in Parijs bevond. Deze obelisk werd ontworpen door Jean Goujon ter gelegenheid van de aankomst van Hendrik II van Frankrijk in Parijs, en werd geplaatst voor de Saint-Sepulcre kerk op de Rue Saint-Denis. Een soortgelijke neushoorn bevindt zich in de beeldengalerij van een van de bronzen deuren van de dom van Pisa.
Dürers houtsnede dook ook op als afbeelding in een reeks natuurwetenschappelijke teksten, zoals in Sebastian Münsters Cosmographia uit 1544, Conrad Gesners Historiae animalium uit 1551 en Edward Topsells Histoire of Foure-footed Beastes uit 1607.

### Achttiende eeuw

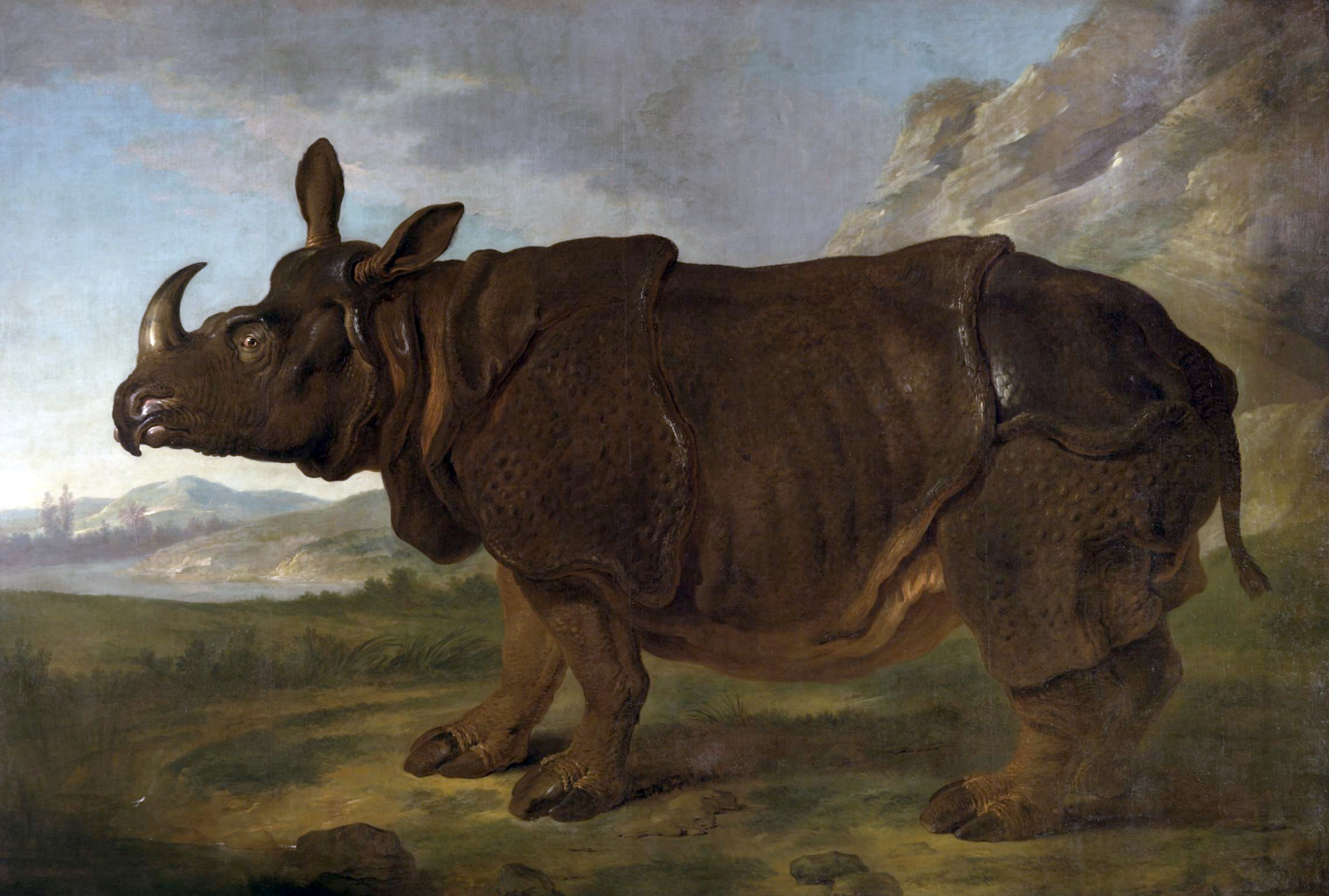
Neushoorn Clara door Jean-Baptiste Oudry, 1749

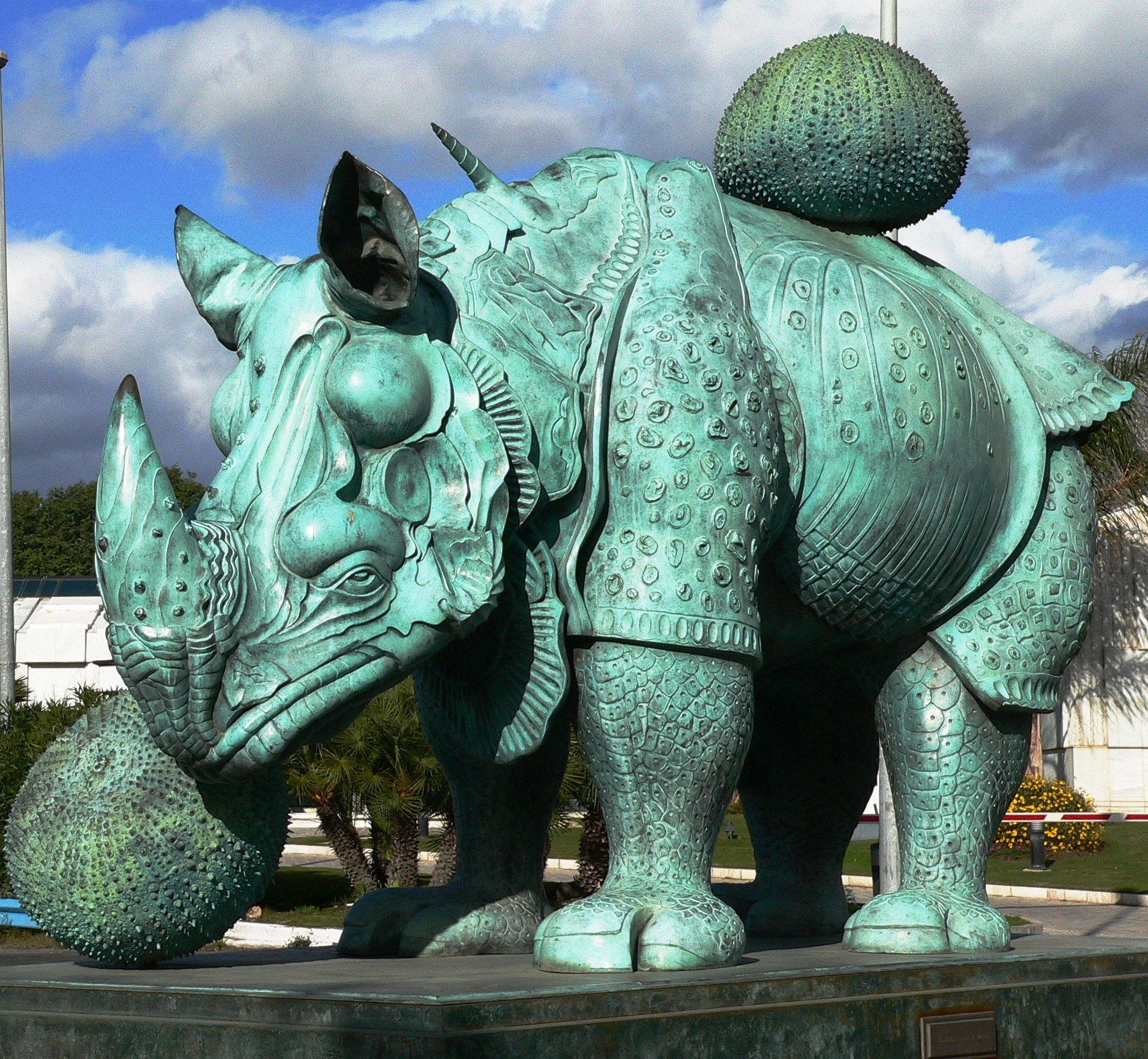
"Rinoceronte vestido con puntillas" van Salvador Dalí in Puerto José Banús, Marbella (Spanje)

De invloed van Dürers afbeelding op de Europese voorstelling van een neushoorn, nam pas in het midden van de achttiende eeuw af. Gedurende deze periode kwamen meerdere pantserneushoorns naar Europa.
Jean-Baptiste Oudry schilderde een levensgroot portret van Clara, een pantserneushoorn die met haar bezitter Douwe Mout van der Meer van 1746 tot 1758 door verschillende landen in Europa trok. Van George Stubbs is het portret van een pantserneushoorn afkomstig, die rond 1790 in de menagerie van de Tower of London werd gehouden.
Beide schilderijen zijn natuurgetrouwer dan Dürers houtsnede en vervangen geleidelijk zijn aanblik des pantserneushoorns. Daartoe droeg ook bij, dat het schilderij door Oudry van Clara gebruikt werd als illustratie in Georges-Louis Leclerc de Buffons Histoire naturelle, gepubliceerd vanaf 1749 in 44 delen, succesvol in heel Europa.

### Heden
Umberto Eco stelde in 1968, dat Dürers afbeelding van een neushoorn in de boeken van ontdekkers en zoölogen opdook, die echte neushoorns hebben gezien en weten, dat deze geen dakpanachtige platen hebben. Vergeleken met een foto, zo stelt Eco verder, zijn de drukken van Dürer haast lachwekkend, maar als we de huid van de neushoorn van dichterbij bekijken, zouden we echter zoveel rimpels ontdekken, dat in een zeker opzicht (in de vergelijking met een mensenhuid), de grafische versterking van Dürer veel realistischer zou lijken.
In de moderne kunst inspireerde Dürers Rhinocerus het beeld Rinoceronte vestido con puntillas van Salvador Dalí uit 1956, sinds 2004 in Marbella te zien.
In 1996 verscheen de roman The Pope's Rhinoceros (Nederlands: De neushoorn van de Paus) van Lawrence Norfolk, gebaseerd op het leven van deze neushoorn.